# South African Rugby Board
Le South African Rugby Board (SARB) était la fédération chargée d’administrer le rugby à XV pour les Blancs en Afrique du Sud, de 1889 à 1992. Le rugby pour les Noirs, les Indiens et les métis était géré par des organismes distincts. Le 23 mars 1992, le SARB fusionna avec la South African Rugby Union, non raciale, pour former la South African Rugby Football Union (SARFU). Celle-ci est devenue la South African Rugby Union en 2005.